# Ivanna Koksal
Ivanna Koksal (n. 9 februarie 1978) este o filologă din Republica Moldova, fost deputat în Adunarea Populară a UTA Găgăuzia și deputat în legislaturile 2019-2021 și 2021-2025 ale Parlamentului Republicii Moldova, reprezentantă a Partidului Socialiștilor din Republica Moldova (PSRM).

## Biografie
Koksal a făcut studii de licență în filologie la Universitatea de Stat din Comrat.

### Activitate politică
Din 2008 până în 2019, cu o pauză de trei ani, Ivanna Koksal a fost deputată în Adunarea Populară a Găgăuziei.
A candidat cu numărul 6 pe lista PSRM la alegerile parlamentare din 2019 și a acces în parlament.
La alegerile parlamentare din 2021 a candidat cu numărul 32 pe lista Blocului Comuniștilor și Socialiștilor (BCS), din partea PSRM, și și-a păstrat fotoliul de deputat.